# Eldar Mansurov
Eldar Mansurov (en azerí: Eldar Bəhram oğlu Mansurov; Bakú, RSS de Azerbaiyán, Unión Soviética, 28 de febrero de 1952) es un músico y compositor azerbaiyano.

## Biografía
Eldar nació en la familia del famoso músico Bahram Mansurov. Entre los años 1968-1972 estudió en el Colegio de Música de Bakú en nombre de Asef Zeynalli, entre 1974-1979 en la Academia de Música de Bakú en la facultad de composición con los profesores Jovdat Hajiyev y Arif Malikov. 
Eldar Mansurov es autor de muchas obras sinfónicas y de cámara (“Cleopatra”, “Olimp”, “Las siete bellezas”) y compone la banda sonora para varias películas y obras teatrales.
En 2005, se galardonó con el título de “Artista de Honor de la República de Azerbaiyán”, en 2012 con el título de “Artista del pueblo de la República de Azerbaiyán”.
Su sencillo “Bayatılar”, con letra de Vahid Aziz y música de Eldar Mansurov, fue interpretada por Brilliant Dadashova y fue lanzada en Azerbaiyán, Rusia, Turkmenistán, Europa (incluyendo Turquía, Grecia, Alemania, España, Francia), el mundo árabe y Brasil. La canción fue muestreada e interpolada por muchos artistas, incluidos los DJ turcos Hüseyin Karadayı y Cem Nadiran (en la canción “Miracles”) y el DJ griego Pantelis (en la canción “Tengo un sueño”). “Bayatılar” es la base del estribillo del éxito de eurodance de 2009 "Stereo Love" de los músicos rumanos Edward Maya y Vika Jigulina. Una disputa de derechos de autor sobre la canción resultó en que Maya reconociera que el estribillo de su canción en realidad fue tomado de la melodía de la composición “Bayatılar” de Mansurov. Finalmente, tanto Eldar Mansurov como Edward Maya firmaron un acuerdo de propiedad mutua de la composición “Stereo Love”. El acuerdo fue anunciado en presencia de las abogadas Kristina Kordun y Nazla Akhmedova.
Eldar Mansurov es casado y tiene dos hijos.

## Discografía

### Álbumes
- “Cuentos de Ichari Shahar”
- “Sin tí”
- “Patria”

### Sencillos
- “Bayatılar”[2]
- “Bahramnameh” (a la memoria de su padre).

## Premios y títulos
- Artista de Honor de la República de Azerbaiyán (2005)
- Artista del pueblo de la República de Azerbaiyán (2012)
- Orden Shohrat (2022)[3]